# 科洛尼爾村 (紐約州)
科洛尼爾村（英語：Colonial Village）是位於美國紐約州尼亞加拉縣的非建制地區。

## 地理
科洛尼爾村所處的海拔為高於海平面192米（即630英呎），而該地所採用的時區為UTC-5，即北美东部时区（EST）。同時該地設有夏令時間，為UTC-5調快一小時，即UTC-4（EDT）。